# آمات ندای
آمات ندای (انگلیسی: Amath Ndiaye؛ زادهٔ ۱۶ ژوئیهٔ ۱۹۹۶) بازیکن فوتبال اهل سنگال است که در پست مهاجم در باشگاه ورزشی رئال مایورکا بازی می‌کند.
وی همچنین در تیم ملی فوتبال سنگال بازی کرده‌است.